# Fernando Sabogal Viana
Fernando Sabogal Viana (* 28. Mai 1941 in Mariquita, Kolumbien; † 1. Dezember 2013 in Bogotá) war ein kolumbianischer Geistlicher und Weihbischof in Bogotá.

## Leben
Fernando Sabogal Viana besuchte zunächst das Kleine Seminar in Zipaquirá und studierte Theologie und Philosophie am Priesterseminar von Bogotá. Er empfing am 22. Januar 1967 durch den Bischof von Zipaquirá, Buenaventura Jáuregui Prieto, das Sakrament der Priesterweihe und war im Bistum Zipaquirá tätig. Er war Vikar in Villapinzón (1967), Leiter des Vikariats von Santa Rosa de Ubalá (1968), Vikar und Verwalter von Carmen de Carupa (1969–1971), Pfarrer von Junin (1972–1976) sowie Bischofsvikar für die Pastoral und Familie (1977–1983). 1985 erwarb er einen Abschluss in Dogmatik an der Päpstlichen Universität Gregoriana in Rom. Er war Professor am Priesterseminar seines Bistums, kurz darauf tätig im Ständigen Sekretariat der Bischofskonferenz, wo er als Direktor der Abteilung für die Laien und als stellvertretender Generalsekretär tätig war. 
Am 8. März 1996 ernannte ihn Papst Johannes Paul II. zum Titularbischof von Muteci und zum Weihbischof in Bogotá. Der Erzbischof von Bogotá, Pedro Rubiano Sáenz, spendete ihm am 13. April desselben Jahres die Bischofsweihe; Mitkonsekratoren waren der Apostolische Nuntius in Kolumbien, Erzbischof Paolo Romeo, und der Sekretär der Kongregation für die Glaubenslehre, Kurienerzbischof Tarcisio Bertone SDB. Er war zudem Generalvikar im Erzbistum Bogotá.